# Sašo Štalekar

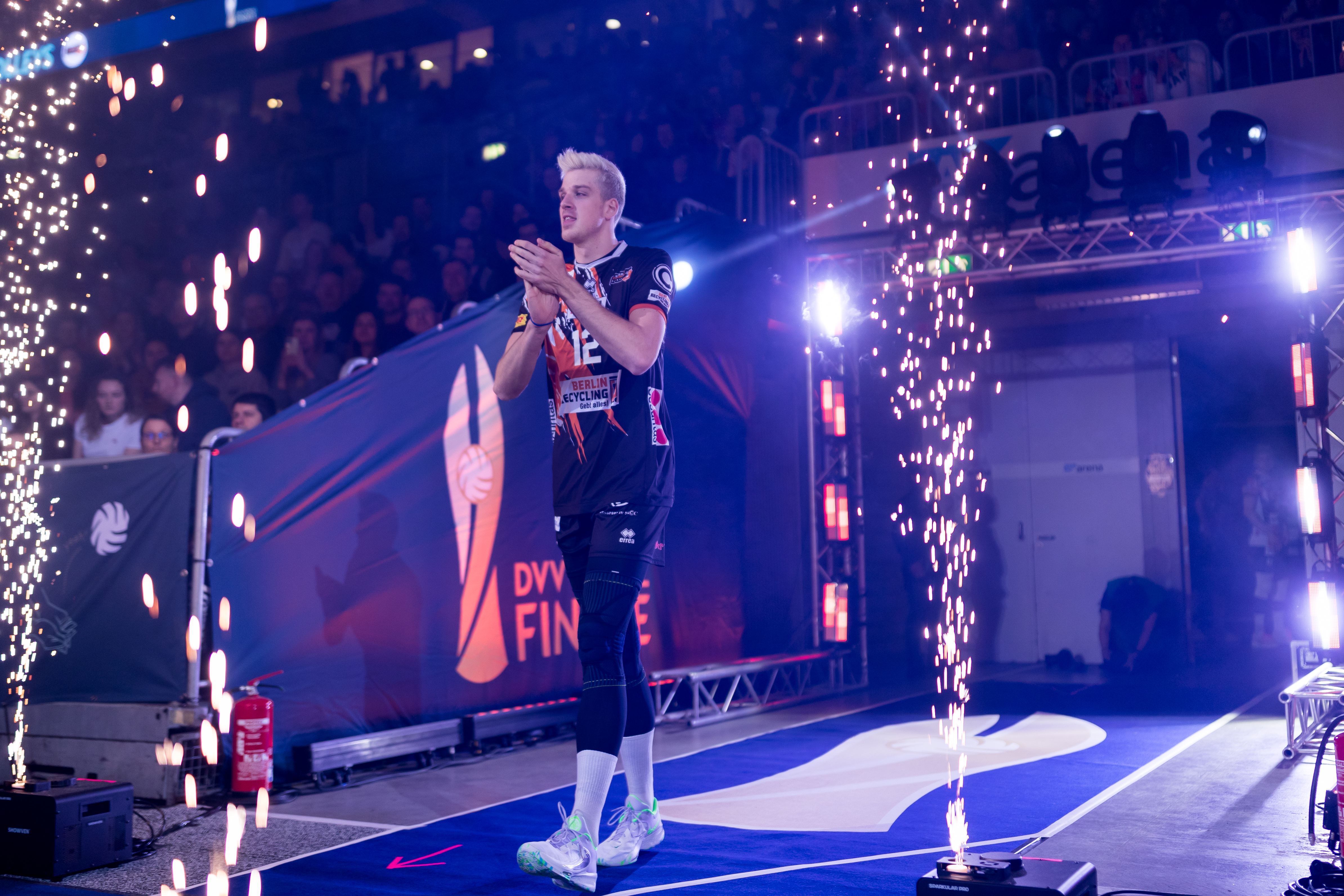
Sašo Štalekar zawodnikiem klubu Berlin Recycling Volleys w sezonie 2022/2023

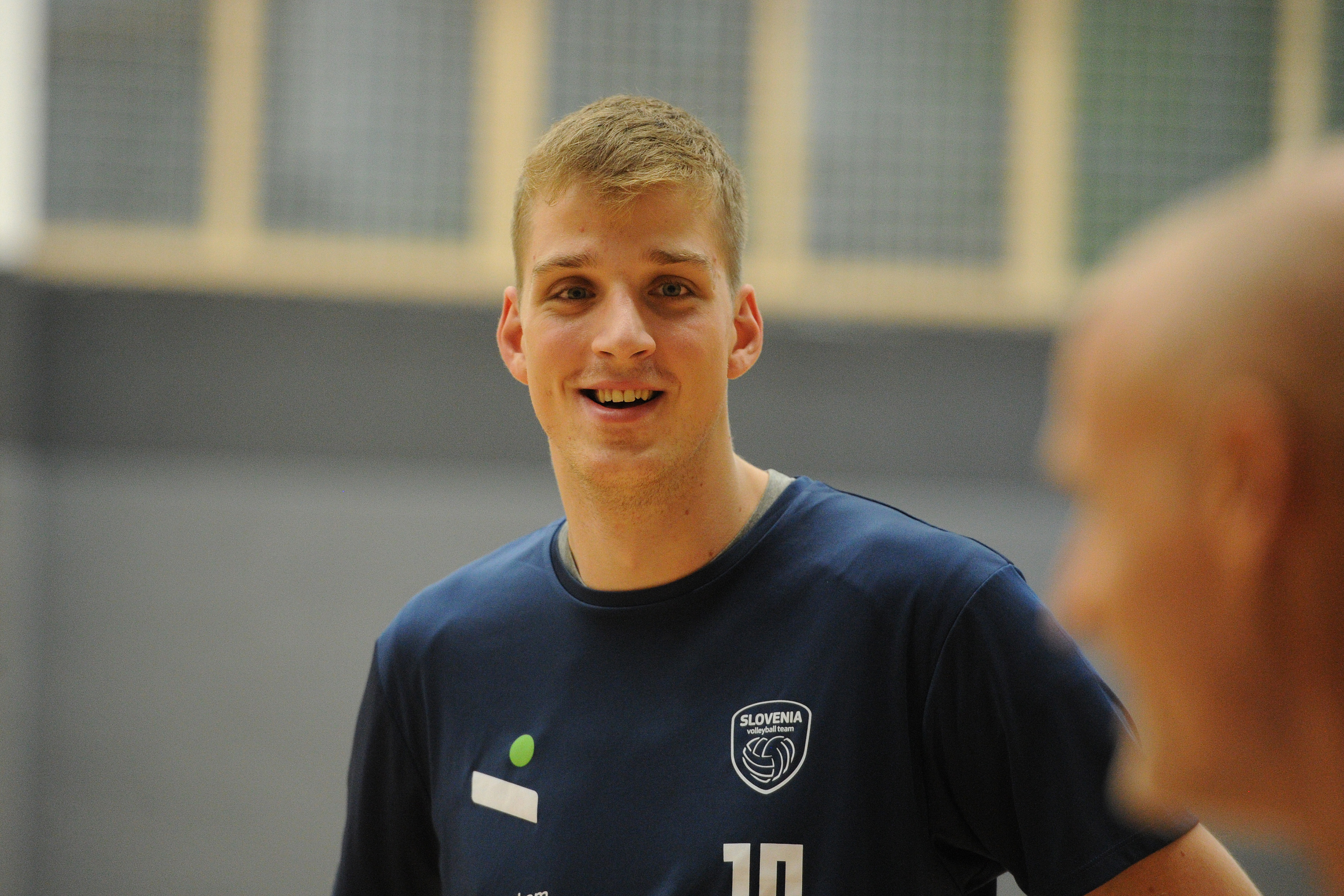
Sašo Štalekar podczas treningu w reprezentacji Słowenii, 09.08.2022

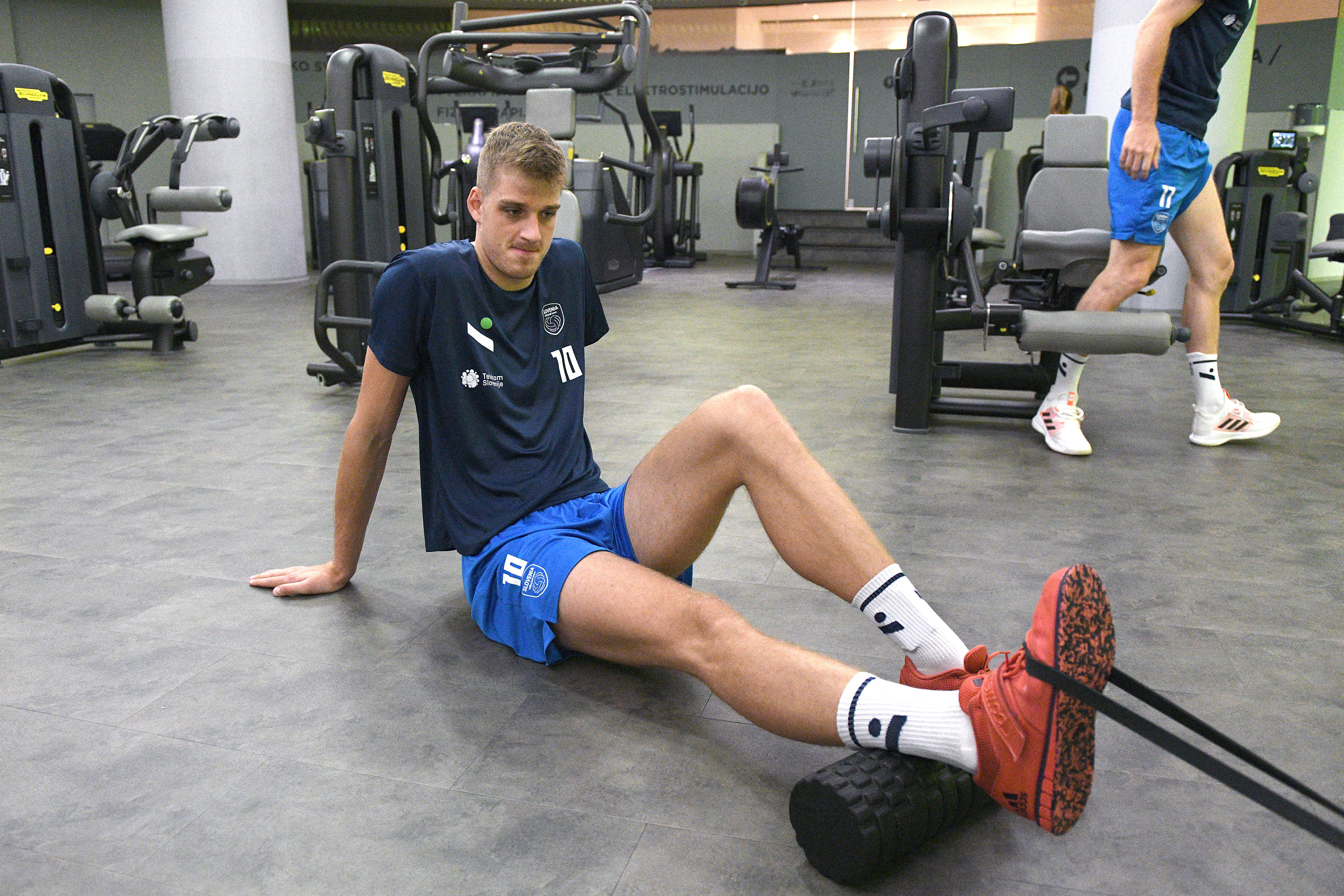
Sašo Štalekar na siłowni na zgrupowaniu reprezentacji Słowenii, 05.08.2022

Sašo Štalekar (ur. 3 maja 1996 w Slovenj Gradcu) – słoweński siatkarz, reprezentant kraju, grający na pozycji środkowego. 

## Przebieg kariery
| Lata      | Klub                            |
| --------- | ------------------------------- |
| 2015–2019 | Calcit Kamnik                   |
| 2019–2020 | Hypo Tirol Alpenvolleys Haching |
| 2020–2021 | Calcit Kamnik                   |
| 2021–2022 | Panathinaikos Ateny             |
| 2022–2024 | Berlin Recycling Volleys        |
| 2024–     | ACH Volley Lublana              |

## Sukcesy klubowe
Puchar Słowenii:
- 2016, 2017[3], 2021, 2025[4]

MEVZA - Liga Środkowoeuropejska:
- 2025[5]
- 2018
- 2016, 2019, 2021

Mistrzostwo Słowenii:
- 2025[6]
- 2016, 2017, 2018, 2019
- 2021

Mistrzostwo Grecji:
- 2022[7]

Puchar Ligi Greckiej:
- 2022[8]

Superpuchar Niemiec:
- 2022[9], 2023[10]

Puchar Niemiec:
- 2023[11], 2024[12]

Mistrzostwo Niemiec:
- 2023[13], 2024[14]

## Sukcesy reprezentacyjne
Mistrzostwa Europy:
- 2019, 2021
- 2023[15]

## Nagrody indywidualne
- 2017: Najlepszy blokujący Pucharu Słowenii[16]